# Bay FC
A  Bay Football Club egy amerikai női labdarúgóklub, amely az NWSL bajnokságában szerepel. A klub székhelye San Francisco Bay Area, hazai mérkőzéseiket San Joséban, a PayPal Parkban játsszák.

## Története
2022. június 21-én a korábbi női válogatott labdarúgók, Brandi Chastain, Leslie Osborne, Danielle Slaton és Aly Wagner bejelentette az "NWSL to the Bay" nevű csoport megalapítását.
A csoport az NWSL bővítési tervezetéhez mielőbb kívánt csatlakozni, hogy San Francisco női labdarúgását újra képviseltethessék a National Women's Soccer League-ben.
2023. április 4-én az National Women's Soccer League a 2024-es szezonra franchise szerződést biztosított a Bay Area csoportnak, melynek tulajdonjogát a Sixth Street Partners befektetési vállalat birtokolja. A klub alapító gyűlésén Aly Wagnert társelnöki pozicióba helyezték Alan Waxman, a Sixth Street Partners vezérigazgatója mellett. Igazgatótanácsi tagként és befektetőként csatlakozott még a Facebook korábbi ügyvezetője Sheryl Sandberg és férje Tom Bernthal, a San Francisco Giants tanácsadója Staci Slaughter és a Golden State Warriors, valamint a Phoenix Suns korábbi elnöke Rick Welts.
A csapat nevét, és logóját 2023. június 1-jén jelentették be.
Andre Iguodalát június 3-án kisebbségi tulajdonosként jelentette be Waxman egy San Franciscó-i rendezvényen.
2023. szeptember 27-én Albertin Montoyát nevezték ki a klub vezetőedzőjévé, november 15-én Alex Loera a 2024-es drafton érkezett első játékosként, majd hat nappal később a Houston Dash-től Caprice Dydasco csatlakozott a Bay FC-hez.
Világrekordot jelentő 860 000 dollárért négyéves szerződést kötött 2024. február 13-án a klubbal a zambiai támadó Rachael Kundananji.

## Játékoskeret
2024. február 24-től
| #  |     | Poszt | Név              |
| -- | --- | ----- | ---------------- |
| 0  | USA | K     | Katelyn Rowland  |
| 1  | USA | K     | Melissa Lowder   |
| 44 | CAN | K     | Lysianne Proulx  |
| 2  | USA | V     | Savy King        |
| 3  | USA | V     | Caprice Dydasco  |
| 4  | USA | V     | Emily Menges     |
| 5  | SCO | V     | Jennifer Beattie |
| 20 | USA | V     | Alyssa Malonson  |
| 22 | USA | V     | Alex Loera       |
| 23 | USA | V     | Kiki Pickett     |
| 27 | USA | V     | Kayla Sharples   |
| 6  | USA | KP    | Maya Doms        |

| #  |     | Poszt | Név                |
| -- | --- | ----- | ------------------ |
| 10 | VEN | KP    | Deyna Castellanos  |
| 12 | USA | KP    | Tess Boade         |
| 18 | USA | KP    | Joelle Anderson    |
| 19 | USA | KP    | Dorian Bailey      |
|    | USA | KP    | Jamie Shepherd     |
| 7  | GHA | CS    | Princess Marfo     |
| 8  | NGA | CS    | Asisat Oshoala     |
| 9  | ZAM | CS    | Racheal Kundananji |
| 11 | MEX | CS    | Scarlett Camberos  |
| 21 | USA | CS    | Rachel Hill        |
|    | USA | CS    | Caroline Conti     |

## Stadion

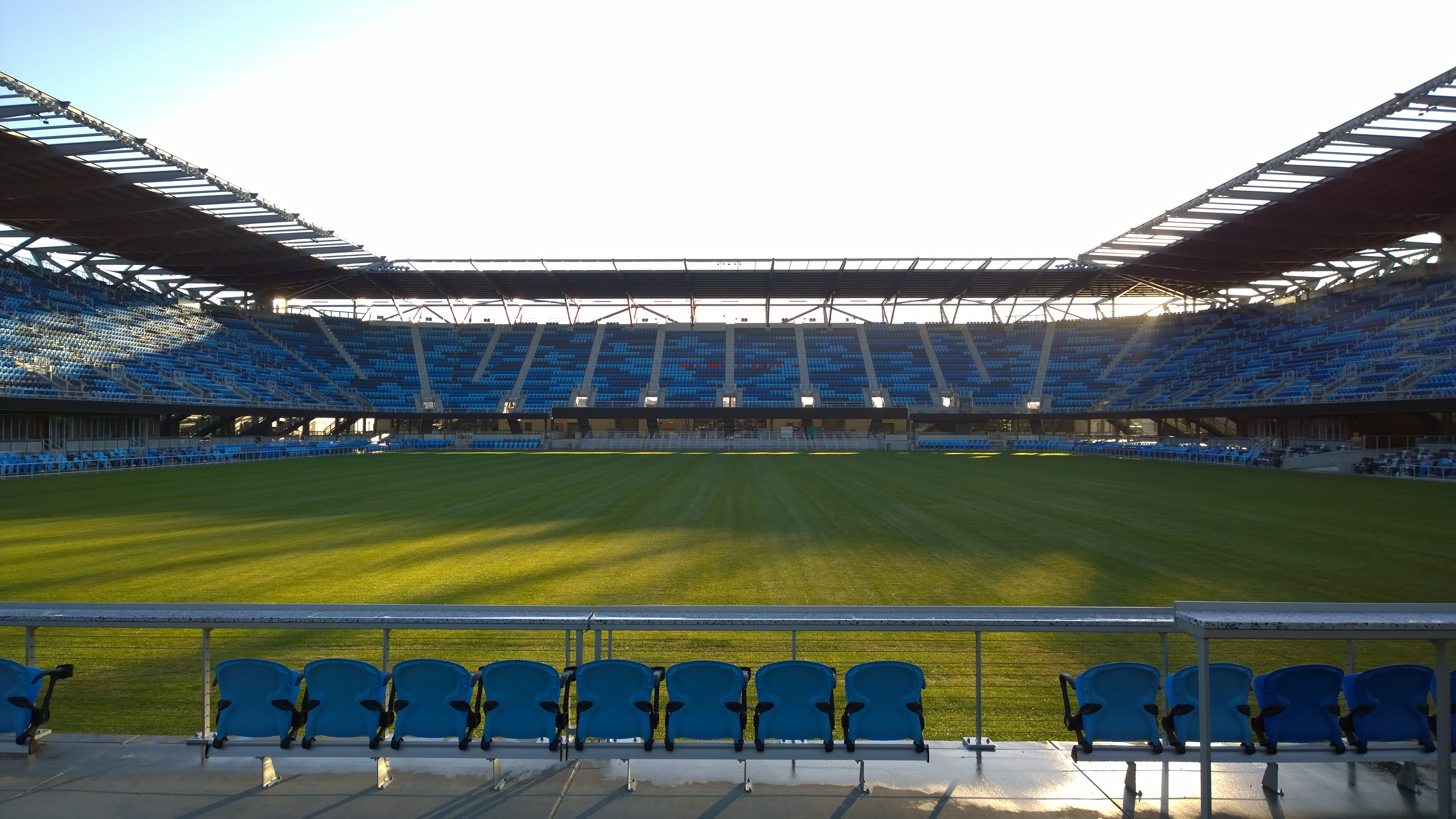
A Pay Pal Park 2015-ben

A klub a San José Earthquakes tulajdonában lévő Pay Pal Parkban rendezi hazai mérkőzéseit.